# 忠清北道知事
忠清北道知事（朝: 충청북도지사）は、大韓民国忠清北道の知事である。
日本統治時代の知事については忠清北道 (日本統治時代)#歴代忠清北道知事（道長官を含む）を参照。

## 一覧
| 選出方法 | 代数 | 氏名   | 任期                           |
| -------- | ---- | ------ | ------------------------------ |
| 官選     | 1    | 尹夏栄 | 1948年8月15日 - 1949年1月27日  |
| 官選     | 2    | 李光   | 1949年1月28日 - 1951年7月25日  |
| 官選     | 3    | 李明九 | 1951年7月26日 - 1952年9月16日  |
| 官選     | 4    | 鄭顕模 | 1952年9月17日 - 1953年11月23日 |
| 官選     | 5    | 鄭楽勲 | 1953年12月10日 - 1955年8月29日 |
| 官選     | 6    | 金鶴応 | 1955年9月2日 - 1958年7月29日   |
| 官選     | 7    | 鄭麟沢 | 1958年7月29日 - 1960年4月30日  |
| 官選     | 8    | 黄鍾律 | 1960年5月12日 - 1960年10月7日  |
| 官選     | 9    | 趙大衍 | 1960年10月7日 - 1960年12月30日 |
| 民選     | 10   | 趙大衍 | 1960年12月30日 - 1961年5月24日 |
| 官選     | 11   | 高光道 | 1961年5月24日 - 1962年3月14日  |
| 官選     | 12   | 崔世仁 | 1962年3月14日 - 1963年12月17日 |
| 官選     | 13   | 申明淳 | 1963年12月19日 - 1966年3月30日 |
| 官選     | 14   | 金孝栄 | 1966年3月31日 - 1969年5月13日  |
| 官選     | 15   | 丁海植 | 1969年5月13日 - 1971年6月11日  |
| 官選     | 16   | 太鍾鶴 | 1971年6月12日 - 1973年9月26日  |
| 官選     | 17   | 呉龍雲 | 1973年9月26日 - 1976年10月11日 |
| 官選     | 18   | 鄭宗沢 | 1976年10月12日 - 1980年1月17日 |
| 官選     | 19   | 金宗鎬 | 1980年1月17日 - 1980年9月9日   |
| 官選     | 20   | 林城宰 | 1980年9月9日 - 1983年10月14日  |
| 官選     | 21   | 康祐赫 | 1983年10月14日 - 1986年1月8日  |
| 官選     | 22   | 盧健一 | 1986年1月8日 - 1988年5月19日   |
| 官選     | 23   | 閔泰求 | 1988年5月19日 - 1990年3月9日   |
| 官選     | 24   | 朱炳徳 | 1990年3月14日 - 1990年9月19日  |
| 官選     | 25   | 李同浩 | 1990年9月19日 - 1992年3月30日  |
| 官選     | 26   | 李元鐘 | 1992年3月31日 - 1993年3月4日   |
| 官選     | 27   | 金徳泳 | 1993年3月4日 - 1994年9月23日   |
| 官選     | 28   | 許泰烈 | 1994年9月23日 - 1995年6月30日  |
| 民選     | 29   | 朱炳徳 | 1995年7月1日 - 1998年6月30日   |
| 民選     | 30   | 李元鐘 | 1998年7月1日 - 2002年6月30日   |
| 民選     | 31   | 李元鐘 | 2002年7月1日 - 2006年6月30日   |
| 民選     | 32   | 鄭宇沢 | 2006年7月1日 - 2010年6月30日   |
| 民選     | 33   | 李始鍾 | 2010年7月1日 - 2014年6月30日   |
| 民選     | 34   | 李始鍾 | 2014年7月1日 - 2018年6月30日   |
| 民選     | 35   | 李始鍾 | 2018年7月1日 - 2022年6月30日   |
| 民選     | 36   | 金栄煥 | 2022年7月1日 -                 |